# Rýžové pole

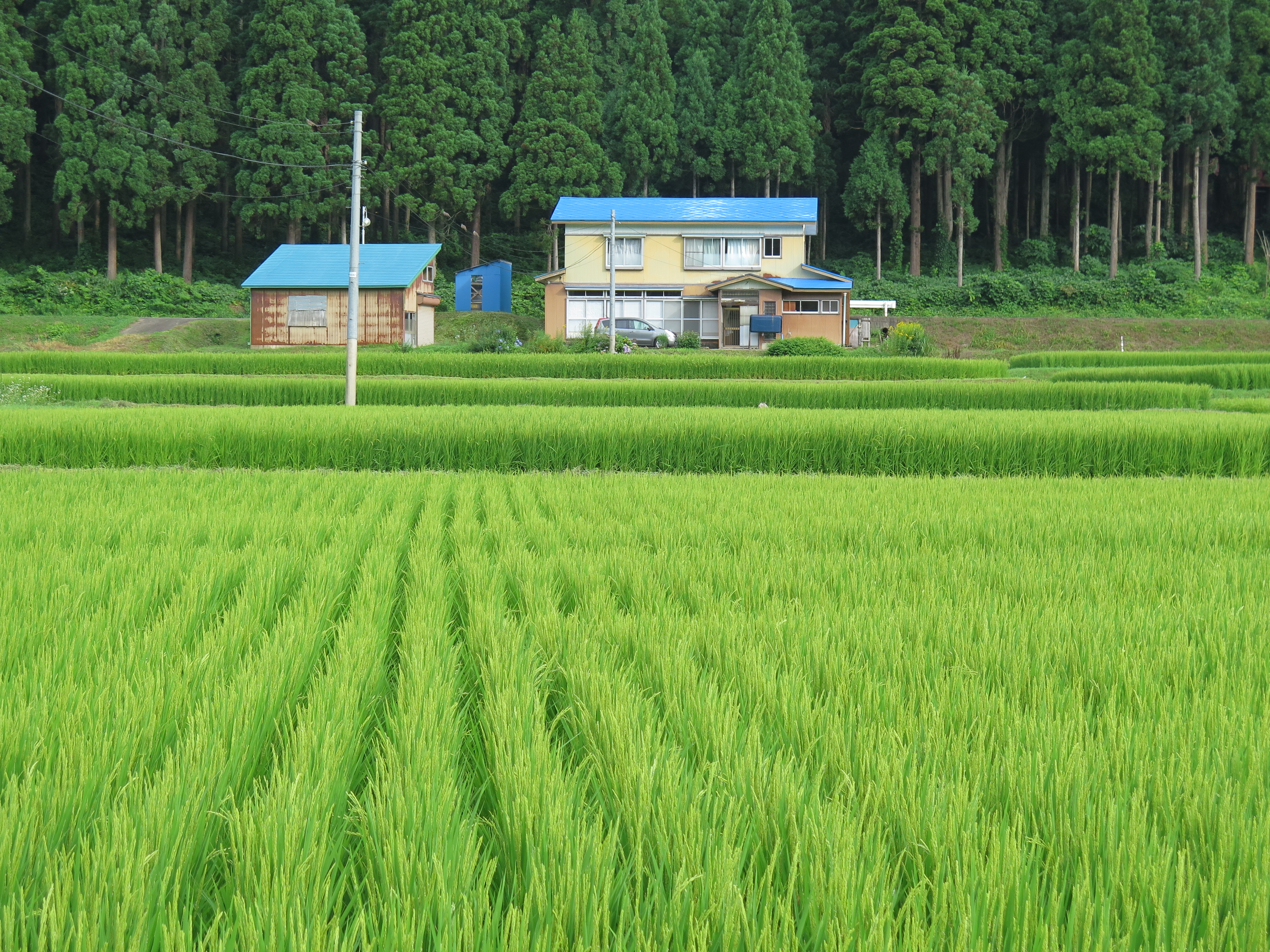
Rýžové pole v japonské prefektuře Akita

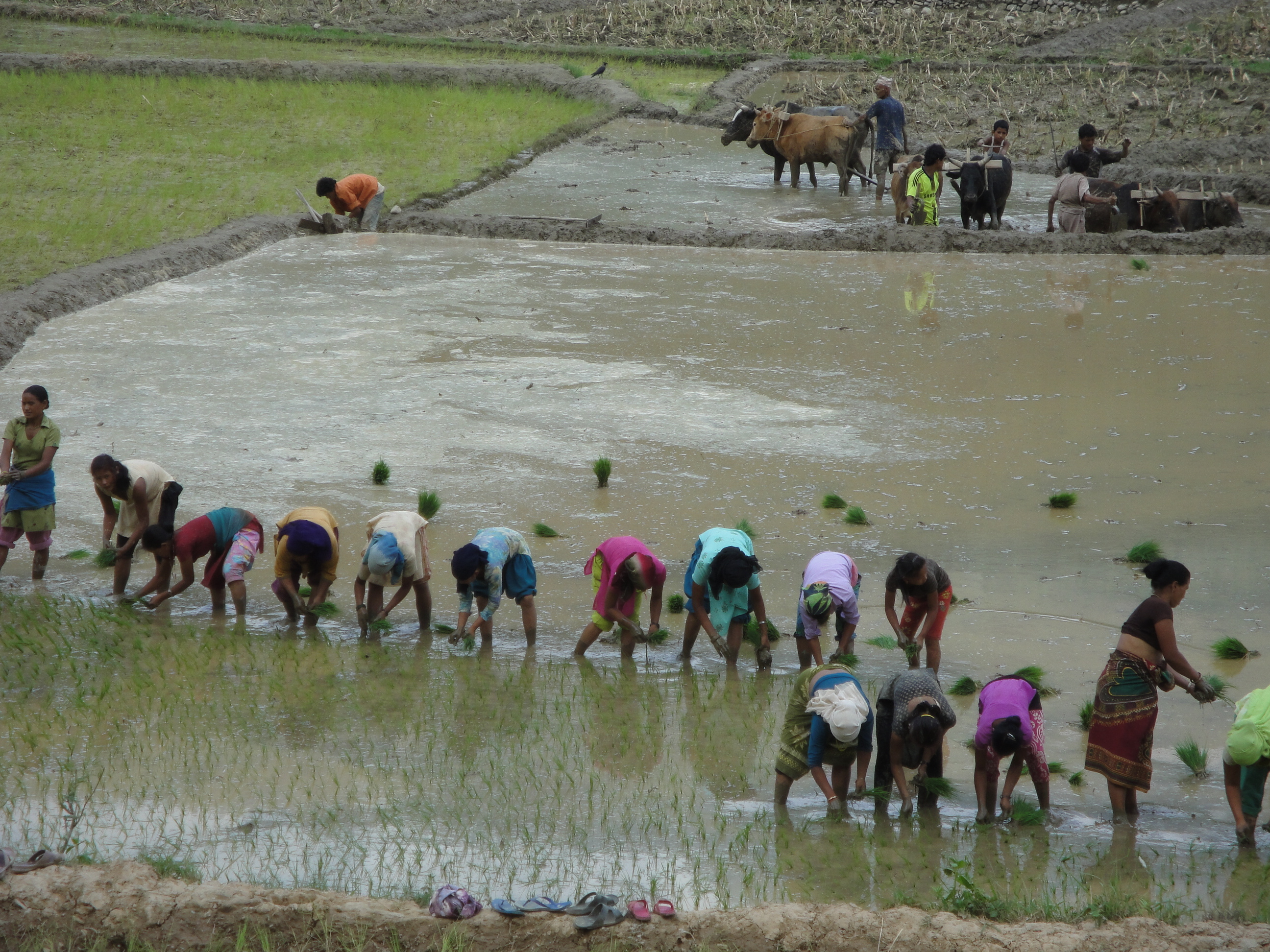
Nepálci pracují na rýžovém poli

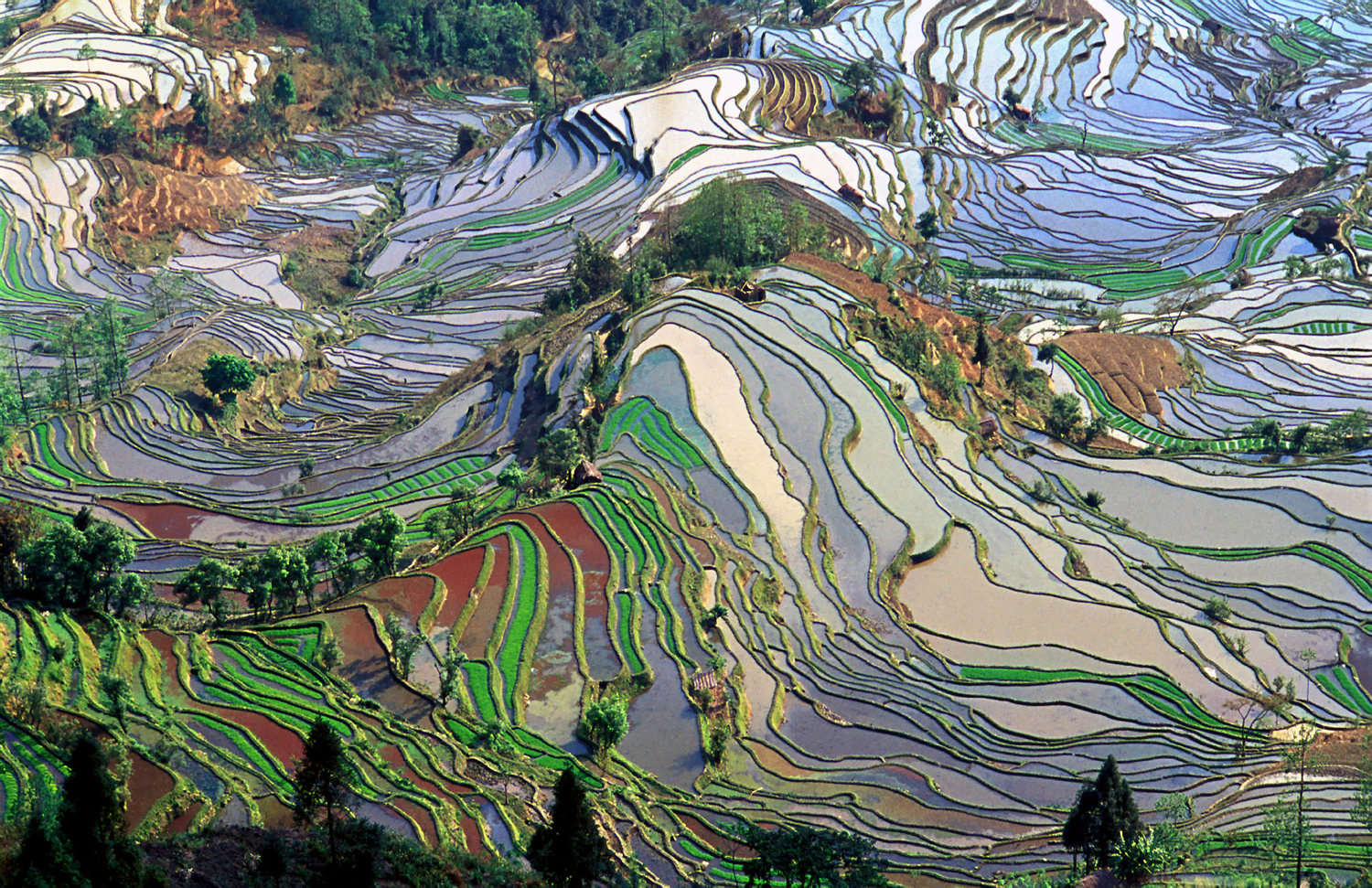
Letecký pohled na terasovitá políčka v Jün-nanu

Rýžové pole nebo také rýžoviště je speciálně upravený pozemek pro pěstování rýže seté. Divoká rýže Oryza rufipogon byla obyvateli jižní a východní Asie využívána jako potravina již před více než deseti tisíci lety, postupně z ní byly vyšlechtěny domestikované formy a přišlo se na to, že rostlina dává vyšší úrodu, když se pěstuje v teplé stojaté vodě. Podle archeologických nálezů zakládali rýžoviště už příslušníci kultury Ma-ťia-pang, existující na dolním toku řeky Jang-c’-ťiang v 5. tisíciletí př. n. l..
Pozemek určený k pěstování rýže musí být obehnán hrází z bláta a zavlažovacími kanály se do něj přivede voda. Pole se pak zorá, obvykle pomocí buvolů. Kvůli udržování hladiny musí být rýžové pole rovné, proto se v kopcovité krajině budují terasy: proslulou turistickou atrakcí jsou ty v oblasti Lung-ťi-tchi-tchien na jihu Číny, pocházející ze 13. století. Kvůli urychlení sklizně se na jaře zpravidla sadí na zatopené pole rýže již předpěstovaná, vysoká minimálně 30 cm. Vzrostlá rýže se přesazuje, je nutno udržovat spon minimálně 15 cm. Upravené pozemky se využívají výhradně k pěstování rýže, bez střídání plodin, což vyžaduje časté přihnojování a pletí. Vzhledem k choulostivosti rostlin se většina prací včetně sklizně provádí ručně, i když v Japonsku se již úspěšně zavádí mechanizace, pro zemědělce v rozvojových zemích je však příliš drahá. V tropech se rýže sklízí dvakrát ročně, v chladnějších oblastech jen jednou.
Rýžová pole se zakládají po celém světě, kde je dostatečně teplé a vlhké počasí. Centrem pěstování této obilniny je indický subkontinent, Indočína, Indonésie, východní Čína, Korejský poloostrov a Japonsko, rýže se však vysazuje také v Itálii (Pádská nížina), ve francouzském Camargue, deltě řeky Guadalquivir, na Madagaskaru, Haiti nebo v jižních státech USA.
Několik terasovitých rýžových polí je zapsáno na seznamu světového kulturního dědictví UNESCO, např. Rýžové terasy filipínských Kordiller, Kulturní krajina Bali či Chanijské rýžové terasy v Chung-che.
Na zaplavovaných polích se pěstuje asi devět desetin světové produkce rýže; kromě toho je v horských oblastech jihovýchodní Asie základní potravinou suchomilná odrůda rýže, která roste podobně jako pšenice.
Ve stéblech rýže pěstovaných bez přístupu vzdušného kyslíku vzniká značné množství methanu, způsobujícího skleníkový efekt, proto se dělají pokusy s genetickými úpravami rýže, které by produkci tohoto plynu snížily.